# Consoană bătută laterală alveolară
Acest articol este o traducere parțială a articolelor corespunzătoare de pe Wikipedia în limba engleză și Wikipedia în limba franceză.
Consoana bătută laterală alveolară este un sunet consonantic care se găsește în unele limbi. Simbolul său în alfabetul fonetic internațional este [ɺ].